# Radio Niederösterreich
Radio Niederösterreich est le programme régional d'Ö2, radio du service public ÖRF, pour la Basse-Autriche.
Le programme vise principalement les personnes de plus de 35 ans et a une audience très traditionnelle autour de Vienne. La programmation musicale tourne autour du schlager et de la variété internationale. Toute la journée, des bulletins d'information régionales sont diffusés, se renforçant ainsi comme une radio de service de proximité. En soirée, la radio diffuse des émissions spéciales comme de la musique folklorique traditionnelle, de swing, de jazz ou de musique classique. De 22 h à 5 h, elle diffuse plutôt du schlager.
Avec près de 550.000 auditeurs (en 2005), Radio Niederösterreich est la radio régionale de l'ÖRF la plus écoutée.
Comme Radio Wien (de), elle devance les radios privées viennoises comme Radio Arabella qui diffusent des hits contemporains.

## Identité visuelle

### Logos

Logo de Radio Niederösterreich dans les années 90.
Logo actuel de Radio Niederösterreich.

## Organisation

### Studio régional

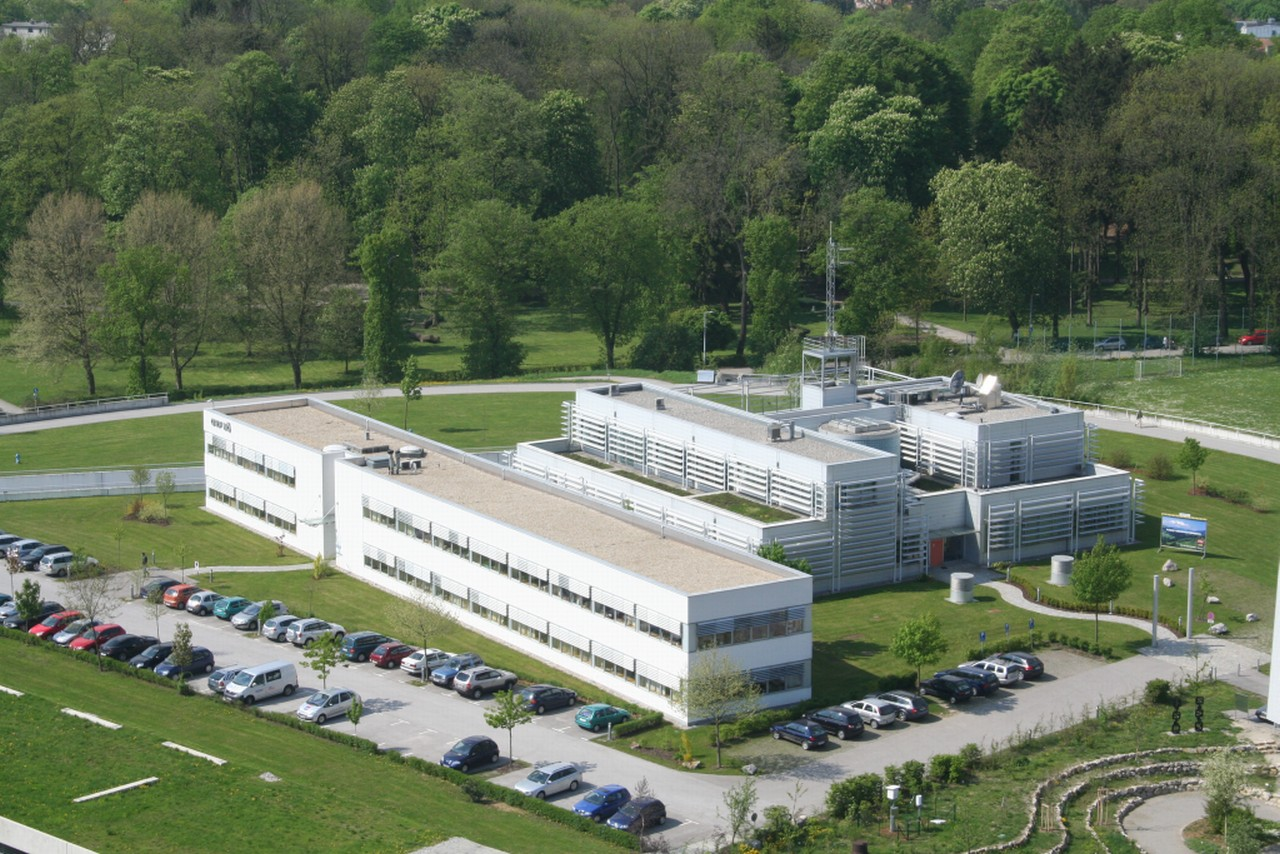
Studio de Radio Niederösterreich à Sankt Pölten

Le studio régional de l'ÖRFse situe à Sankt Pölten. On y produit aussi le site Internet de la radio et des programmes télévisés régionaux. Des émissions de radio et de télévision d'actualités de la rédaction centrale de l'ÖRF sont aussi fournies.

## Diffusion

### Modulation de fréquence (FM)
Radio Niederösterreich est diffusé sur Vienne (97,9 MHz) et la Basse-Autriche (91,5 MHz). En Haute-Autriche, elle est diffusée par l'émetteur de Lichtenberg sur 90,1 MHz. On la capte un peu aussi au Burgenland.

## Source, notes et références
- (de) Cet article est partiellement ou en totalité issu de l’article de Wikipédia en allemand intitulé « Radio Niederösterreich » (voir la liste des auteurs).